# Dae-wang-ui kkum
Dae-wang-ui kkum (대왕의 꿈?, lett. Il sogno del grande re; titolo internazionale The King's Dream, conosciuta anche come The Great King's Dream, Dream of the Emperor o Dream of the King) è una serie televisiva sudcoreana trasmessa su KBS1 dal 8 settembre 2012 al 9 giugno 2013.

## Trama
Kim Chunchu è il nipote di re Jinji, ma, quando suo nonno viene detronizzato, gli viene negata l'opportunità di salire al trono di Silla. In seguito  incontra Kim Yushin e i due diventano amici. Chunchu diventa poi re Muyeol, che guidò l'unificazione dei tre regni (Goguryeo, Baekje e Silla), mentre Kim Yushin diventa uno dei più grandi generali della storia coreana.

## Personaggi

### Personaggi principali
- Kim Chunchu, poi re Muyeol, interpretato da Choi Soo-jong e Chae Sang-woo (da bambino)
- Kim Yushin, interpretato da Kim Yu-seok e Noh Young-hak (da bambino)
- Principessa Deokman, poi regina Seondeok, interpretata da Park Joo-mi (episodi 1-18), Hong Eun-hee (episodi 19-70) e Seon Joo-ah (da bambina)
- Principessa Seungman, poi regina Jindeok, interpretata da Lee Young-ah, Son Yeo-eun (da giovane) e Kim Hyun-soo (da bambina)

### Personaggi secondari

#### Famiglia di Kim Chunchu
- Kim Yongchun, interpretato da Jung Dong-hwan
Zio di Kim Chunchu.
- Principessa Cheonmyeong, interpretata da Jo Kyung-sook
Madre di Kim Chunchu.
- Principessa Bora, interpretata da Choo So-young
Prima moglie di Kim Chunchu.
- Kim Munhui, poi regina Munmyeong, interpretata da Lina
Seconda moglie di Kim Chunchu e sorella di Kim Yushin.
- Gotaso, interpretata da Park Gri-na e Jung Da-bin (da bambina)
Figlia di Kim Chunchu.
- Kim Beopmin, poi re Munmu, interpretato da Lee Jong-soo e Kim Jin-seong (da bambino)
Primo figlio di Kim Chunchu e Kim Munhui, primo re di Silla dopo l'unificazione.
- Kim Inmun, interpretato da Jeon Kwang-jin
Secondo figlio di Kim Chunchu e Kim Munhui.
- Regina Jaeui, interpretata da Choi Kyu-hyun
Moglie di Kim Beopmin.
- Kim Jeongmyeong, interpretato da Jo Yong-jin
Primo figlio di Kim Beopmin e della regina Jaeui, secondo re di Silla dopo l'unificazione.

#### Famiglia di Kim Yushin
- Kim Seo-hyeon, interpretato da Choi Il-hwa e Kim Dong-yoon (da giovane)
Padre di Kim Yushin.
- Manmyeong, interpretata da Kim Ye-ryeong e Kim Hyung-mi (da giovane)
Madre di Kim Yushin.
- Kim Bohui, interpretata da Min Ji-ah
Sorella di Kim Yushin.
- Lady Jaemae, interpretata da Kim Hyun-sook
- Kim Samkwang, interpretato da Kim Dong-yoon
- Kim Wonsul, interpretato da Baek Seung-woo
Secondo figlio di Kim Yushin.
- Lady Jiso, interpretata da Lee Seul-bi
Terza moglie di Kim Yushin e terza figlia di Kim Chunchu.

#### Famiglia reale di Silla
- Re Jinpyeong, interpretato da Kim Ha-kyoon
Nonno materno di Kim Chunchu.
- Regina vedova Sado, interpretata da Jung Jae-soon
Consorte di re Jinheung, madre di re Jinji e bisnonna di Kim Chunchu da parte del padre di quest'ultimo.
- Gukban, interpretato da Hong Il-kwon
Fratello di re Jinpyeong.
- Regina vedova Manho, interpretata da Jo Yang-ja
Consorte del principe Dongryun (figlio di re Jinheung), madre di re Jinpyeong e bisnonna di Kim Chunchu da parte della madre di quest'ultimo.
- Maya, interpretata da Im Nan-hyung
Moglie di re Jinpyeong.
- Principessa Boryang, interpretata da Lee Si-won
Concubina di re Jinpyeong.
- Principe Boro, interpretato da Jang Min-kyo
Figlio di Boryang e di re Jinpyeong.
- Manhwa, interpretato da Chun Bo-geun

#### Nobili, politici e altre figure di Silla
- Kim Alcheon, interpretato da Im Hyuk
- Sukeuljong, interpretato da Seo In-seok
- Eulje, interpretato da Lee Woo-suk
- Bidam, interpretato da Choi Cheol-ho
- Kim Hujik, interpretato da Park Chil-yong
- Imjong, interpretato da Yang Jae-sung
- Horim, interpretato da Lee Il-jae
- Yeom Jang, interpretato da Bae Do-hwan e Kim Ki-doo (da giovane)
- Manchun, interpretato da Baek Jae-jin
- Yeom Jong, interpretato da Kang Ji-hoo
- Geum Kang, interpretato da Kim Myung-gook
- Sajin, interpretato da Lee Won-seok
- Kim Heum-sun, interpretato da Park Jae-woong
- Geom Goon, interpretato da Kim Hyuk
- Ye Won, interpretato da Choi Wang-soon
- Yang Do, interpretato da Lee Myung-ho
- Goon Kwan, interpretato da Jung Wook
- Chun Kwang, interpretato da Yoo Min-ho
- Kwan Chang, interpretato da Yoon Hong-bin
- Ban Gul, interpretato da Kim Ji-hoon
- Kim Pumil, interpretato da Lee Won-bal
- Kim Jinju, interpretato da Choi Kyu-hwan
- Kim Jinheum, interpretato da Jung Dong-kyu
- Monaco Wongwang, interpretato da Lee Dae-ro
- Baek Seok, interpretato da Jo Jae-wan
- Chandeok, interpretato da Choi Beom-ho
- Chilsuk, interpretato da Lee Chul-min
- Seokpum, interpretato da Yeom Cheol-ho
- Kim Pumseok, interpretato da Kim Hong-pyo
- Geom Il, interpretato da Lee Byung-wook
- Kangsu, interpretato da Kim Tae-hyung
- Dongtacheon, interpretato da Kim Hyung-il

#### Gwimundan
- Bihyeong, interpretato da Jang Dong-jik
- Nanseung, interpretato da Kim Kyung-ryong
- Gildal, interpretato da Lee Jung-yong
- On Goonhae, interpretato da Noh Young-jo
- Chun Gwan-nyeo, interpretata da Lee Se-young
- Sinoh, interpretata da Kim Jin-yi
- Yeonhwa, interpretata da Hong Soo-ah e Kang Ye-seo (da giovane)
- Chabi, interpretata da Lee Ah-yi e Lee Hye-in (da giovane)
- Mochuk, interpretato da Jang Joon-nyung
- Horang, interpretata da Maya
- Myorang, interpretato da Kim Hyun-jung

#### Regno di Goguryeo
- Yeon Gaesomun, interpretato da Choi Dong-joon
- Re Bojang, interpretato da Ahn Shin-woo
- Noi Eumshin, interpretata da Kim Seon-dong

#### Regno di Baekje
- Re Mu, interpretato da Park Chul-ho
- Re Uija, interpretato da Lee Jin-woo
Figlio di re Mu.
- Gyeru, interpretato da Cha Gi-hwan
- Buyeo Yung, interpretato da Gong Jung-hwan
Figlio di re Uija.
- Buyeo Tae, interpretato da Heo Jung-min
Figlio di re Uija.
- Buyeo Yeo, interpretato da Kim Min-ki
Figlio di re Uija.
- Buyeo Pung, interpretato da Jang Tae-sung
Figlio di re Uija.
- Gyebaek, interpretato da Choi Jae-sung
- Moglie di Gyebaek, interpretata da Jo Eun-sook
- Dochung, interpretato da Kim Chul-ki
- Gwisil Boksin, interpretato da Kim Young-ki
- Yun Chung, interpretato da Choi Woo-joon
- Seong Chung, interpretato da Kim Won-bae
- Hongsu, interpretato da Im Byung-ki
- Sangyoung, interpretato da Won Seok-yeon
- Uijik, interpretato da Choi Dong-yub
- Hwa-si, interpretata da Hong In-young
- Dojim, interpretato da Jung Seung-woo
- Cheungseung, interpretato da Jo Tae-bong

#### Dinastia Tang
- Imperatore Taizong, interpretato da Yoon Seung-won
- Imperatore Gaozong, interpretato da Seo Dong-soo
Figlio dell'imperatore Taizong e dell'imperatrice Zhangsun.
- So Jeong-bam, interpretato da Jung Heung-chae
- Dong Bo-ryang, interpretata da Bang Hyung-joo
- Yu In-wo, interpretato da Sun Dong-hyuk
- Yu In-gwe, interpretato da Kim Young-sun
- Son In-sa, interpretata da Choi Nak-hee
- Comandante, interpretato da Oh Sang-hoon

#### Giappone
- Imperatrice Saimei, interpretata da Kim Min-kyung
- Imperatore Tenji, interpretato da Ahn Hong-jin
- Fujiwara no Kamatari, interpretato da Noh Seung-jin
- Soga no Iruka, interpretato da Jung Jin-gak

## Ascolti
| Episodio   | Data di trasmissione | Titolo                                                            | Dati TNMS           | Dati TNMS                  | Dati AGB            | Dati AGB                   |
| Episodio   | Data di trasmissione | Titolo                                                            | A livello nazionale | Area metropolitana di Seul | A livello nazionale | Area metropolitana di Seul |
| ---------- | -------------------- | ----------------------------------------------------------------- | ------------------- | -------------------------- | ------------------- | -------------------------- |
| Speciale   | 2 settembre 2012     | –                                                                 | 8,4%                | 8,6%                       | 8,2%                | 8,3%                       |
| 1          | 8 settembre 2012     | 운명적 만남?; Un incontro voluto dal destino                      | 12,9%               | 12,5%                      | 12,5%               | 12,2%                      |
| 2          | 9 settembre 2012     | 아버지의 눈물?; Le lacrime del padre                              | 12,6%               | 12,4%                      | 12,2%               | 12,7%                      |
| 3          | 15 settembre 2012    | 핏줄의 굴레?; Le briglie dei legami di sangue                     | 11,6%               | 11,1%                      | 11,5%               | 11,0%                      |
| 4          | 16 settembre 2012    | 가잠성의 최후?; La fine di Gajamseong                             | 11,8%               | 11,5%                      | 12,3%               | 12,2%                      |
| 5          | 22 settembre 2012    | 불타는 왕궁?; Il palazzo in fiamme                                | 13,0%               | 13,1%                      | 12,8%               | 12,9%                      |
| 6          | 23 settembre 2012    | 삼한일통의 맹세?; Il giuramento di unificare i Tre Regni          | 10,2%               | 9,7%                       | 11,7%               | 11,2%                      |
| 7          | 29 settembre 2012    | 국혼(國婚)?; Il matrimonio nazionale                              | 12,3%               | 11,3%                      | 9,6%                | 9,6%                       |
| 8          | 30 settembre 2012    | 생리사별(生離死別)?; Sopravvivenza                                | 8,9%                | 8,7%                       | 8,8%                | 8,6%                       |
| 9          | 6 ottobre 2013       | 출사(出仕)?; La partenza delle truppe                             | 13,8%               | 12,9%                      | 13,2%               | 12,9%                      |
| 10         | 7 ottobre 2013       | 탄핵(彈劾)?; La deposizione                                       | 11,4%               | 10,4%                      | 11,4%               | 11,0%                      |
| 11         | 13 ottobre 2013      | 간택(揀擇)?; La selezione della consorte reale                    | 12,2%               | 11,7%                      | 13,1%               | 12,3%                      |
| 12         | 14 ottobre 2013      | 왕후의 섭정?; La reggenza della regina                            | 11,6%               | 10,8%                      | 13,1%               | 13,1%                      |
| 13         | 20 ottobre 2013      | 용종의 탄생?; La nascita di Yongjong                              | 12,8%               | 12,0%                      | 13,9%               | 13,4%                      |
| 14         | 21 ottobre 2013      | 밀약(密約)?; L'accordo segreto                                    | 11,4%               | 10,3%                      | 10,9%               | 10,2%                      |
| 15         | 27 ottobre 2013      | 출정(出征)?; La partenza per la guerra                            | 12,3%               | 11,6%                      | 12,2%               | 11,3%                      |
| 16         | 28 ottobre 2013      | 위기의 동맹?; Un'alleanza nella crisi                             | 11,5%               | 11,2%                      | 11,8%               | 11,5%                      |
| 17         | 3 novembre 2012      | 승전(勝戰)?; La vittoria                                          | 11,8%               | 10,9%                      | 12,5%               | 12,1%                      |
| 18         | 4 novembre 2012      | 태자 책봉?; L'investitura del principe ereditario                 | 10,9%               | 9,4%                       | 10,1%               | 11,2%                      |
| 19         | 8 dicembre 2012      | 왕후의 밀서?; Il messaggio segreto della regina                   | 12,2%               | 12,3%                      | 10,9%               | 9,5%                       |
| 20         | 9 dicembre 2012      | 반역?; Alto tradimento                                            | 8,1%                | 8,9%                       | 9,0%                | 8,6%                       |
| 21         | 15 dicembre 2012     | 대왕의 혈서?; Il sangue del grande re                             | 9,5%                | 9,2%                       | 10,7%               | 10,5%                      |
| 22         | 16 dicembre 2012     | 두 개의 용상?; I due troni                                        | 9,5%                | 8,5%                       | 10,8%               | 10,0%                      |
| 23         | 22 dicembre 2012     | 화백회의?; L'incontro del concilio dei nobili                     | 10,5%               | 10,1%                      | 11,2%               | 10,6%                      |
| 24         | 23 dicembre 2012     | 황룡사의 담판?; I negoziati al tempio Hwangnyong                  | 11,0%               | 9,5%                       | 11,7%               | 10,8%                      |
| 25         | 29 dicembre 2012     | 결사항전?; Una battaglia disperata                                | 14,0%               | 13,3%                      | 13,9%               | 13,1%                      |
| 26         | 30 dicembre 2012     | 반정(反正)?; Antitesi                                             | 12,0%               | 11,7%                      | 12,6%               | 11,6%                      |
| 27         | 12 gennaio 2013      | 결전(決戰)?; La battaglia decisiva                                | 11,8%               | 11,5%                      | 11,7%               | 11,8%                      |
| 28         | 13 gennaio 2013      | 왕후의 눈물?; Le lacrime del re                                   | 13,5%               | 13,2%                      | 12,4%               | 11,2%                      |
| 29         | 19 gennaio 2013      | 여왕의 즉위?; L'ascesa al trono del re donna                      | 11,6%               | 10,9%                      | 12,1%               | 11,1%                      |
| 30         | 20 gennaio 2013      | 여왕의 선몽(先夢)?; Il primo sogno del re donna                   | 11,8%               | 10,8%                      | 12,2%               | 11,7%                      |
| 31         | 26 gennaio 2013      | 깨어진 화평?; Pace spezzata                                       | 12,4%               | 11,8%                      | 12,6%               | 11,9%                      |
| 32         | 27 gennaio 2013      | 화랑도의 위기?; La crisi degli Hwarang                            | 11,6%               | 10,6%                      | 11,6%               | 10,7%                      |
| 33         | 2 febbraio 2013      | 재(再會)?; Addio                                                  | 12,5%               | 12,0%                      | 12,1%               | 11,4%                      |
| 34         | 3 febbraio 2013      | 대야성의 음모?; La cospirazione a Daeyaseong                      | 12,4%               | 11,8%                      | 11,9%               | 11,1%                      |
| 35         | 9 febbraio 2013      | 부정(父情)?; Paternità                                            | 11,5%               | 11,3%                      | 10,5%               | 9,7%                       |
| 36         | 10 febbraio 2013     | 결사항전(決死抗戰)?; Una battaglia disperata                      | 10,3%               | 10,3%                      | 9,0%                | 8,1%                       |
| 37         | 16 febbraio 2013     | 대의멸친(大義滅親)?; Tradire anche il proprio sangue per la causa | 12,0%               | 10,7%                      | 12,7%               | 12,4%                      |
| 38         | 17 febbraio 2013     | 탈출?; La fuga                                                    | 10,9%               | 10,2%                      | 12,2%               | 11,7%                      |
| 39         | 23 febbraio 2013     | 배신?; Il tradimento                                              | 11,1%               | 10,0%                      | 11,5%               | 10,8%                      |
| 40         | 24 febbraio 2013     | 망명(亡命)?; L'esilio                                             | 10,2%               | 9,1%                       | 10,3%               | 9,4%                       |
| 41         | 2 marzo 2013         | 아스카의 정객(正客)?; L'ospite di Asuka                           | 10,8%               | 10,0%                      | 10,5%               | 9,7%                       |
| 42         | 3 marzo 2013         | 거탑의 명암(明暗)?; Le luci e le ombre della torre                | 9,9%                | 9,1%                       | 11,5%               | 10,7%                      |
| 43         | 9 marzo 2013         | 귀환(歸還)?; Il ritorno                                           | 11,4%               | 10,6%                      | 11,7%               | 10,5%                      |
| 44         | 10 marzo 2013        | 정변(正變)?; Il colpo di stato                                    | 11,8%               | 11,6%                      | 13,0%               | 12,8%                      |
| 45         | 16 marzo 2013        | 군주의 자격?; Le qualifiche di un reale                           | 11,9%               | 10,4%                      | 12,4%               | 10,5%                      |
| 46         | 17 marzo 2013        | 별이 지다?; Una stella tramonta                                   | 12,0%               | 10,6%                      | 12,2%               | 11,5%                      |
| 47         | 23 marzo 2013        | 승천(昇天)?; L'ascensione al cielo                                | 11,3%               | 9,9%                       | 12,7%               | 11,3%                      |
| 48         | 24 marzo 2013        | 반격?; Il contrattacco                                            | 11,1%               | 9,5%                       | 12,6%               | 10,8%                      |
| 49         | 30 marzo 2013        | 반역의 최후?; La fine della ribellione                            | 11,4%               | 10,2%                      | 11,1%               | 10,5%                      |
| 50         | 31 marzo 2013        | 나당 동맹?; L'alleanza tra Silla e Tang                           | 11,5%               | 11,0%                      | 11,1%               | 10,1%                      |
| 51         | 6 aprile 2013        | 깨어진 신의?; Fiducia spezzata                                    | 10,1%               | 8,9%                       | 11,4%               | 10,8%                      |
| 52         | 7 aprile 2013        | 태종 무열왕?; Re Taejong Muyeol                                   | 10,2%               | 8,6%                       | 10,4%               | 9,8%                       |
| 53         | 13 aprile 2013       | 대의합일(大義合一)?; Una giusta unione                            | 10,0%               | 8,1%                       | 10,9%               | 10,1%                      |
| 54         | 14 aprile 2013       | 출정(出征)?; La partenza per la guerra                            | 9,9%                | 9,1%                       | 10,2%               | 8,7%                       |
| 55         | 20 aprile 2013       | 황산벌?; Hwangsanbeol                                             | 9,5%                | 8,5%                       | 10,3%               | 10,0%                      |
| 56         | 21 aprile 2013       | 용호상박?; Una lotta titanica                                     | 9,6%                | 8,5%                       | 9,8%                | 9,3%                       |
| 57         | 27 aprile 2013       | 화랑의 결의?; La risoluzione degli Hwarang                        | 9,6%                | 8,7%                       | 10,6%               | 9,5%                       |
| 58         | 28 aprile 2013       | 황산벌을 넘어?; Dopo Hwangsanbeol                                 | 10,7%               | 9,3%                       | 10,4%               | 9,8%                       |
| 59         | 4 maggio 2013        | 사비성 함락?; La caduta della fortezza di Sabi                    | 9,8%                | 9,6%                       | 9,9%                | 8,9%                       |
| 60         | 5 maggio 2013        | 백의 눈물?; Lacrime bianche                                       | 10,4%               | 9,8%                       | 10,8%               | 10,3%                      |
| 61         | 11 maggio 2013       | 갈라진 대의(大義)?; Una causa divisa                              | 9,4%                | 8,3%                       | 9,9%                | 8,8%                       |
| 62         | 12 maggio 2013       | 충역(忠逆)의 갈림길?; Prendere strade diverse                     | 9,3%                | 8,3%                       | 9,9%                | 8,6%                       |
| 63         | 18 maggio 2013       | 위기의 나당동맹?; Un'alleanza in momenti di crisi                 | 9,1%                | 8,6%                       | 9,6%                | 9,0%                       |
| 64         | 19 maggio 2013       | 태자의 난?; La rivolta del principe ereditario                    | 9,2%                | 9,3%                       | 9,5%                | 8,7%                       |
| 65         | 25 maggio 2013       | 골육상잔(骨肉相殘)?; Lotte intestine                              | 9,0%                | 8,6%                       | 10,1%               | 8,8%                       |
| 66         | 26 maggio 2013       | 분열의 끝?; La fine della divisione                               | 9,2%                | 9,1%                       | 9,8%                | 8,6%                       |
| 67         | 1 giugno 2013        | 황룡승천?; L'ascesa del drago giallo                              | 8,9%                | 8,9%                       | 9,7%                | 9,1%                       |
| 68         | 2 giugno 2013        | 백강의 혈투?; La lotta disperata di Baekgang                      | 9,2%                | 8,7%                       | 10,6%               | 9,6%                       |
| 69         | 8 giugno 2013        | 최후의 적?; L'ultimo nemico                                       | 8,1%                | 7,5%                       | 8,7%                | 7,4%                       |
| 70         | 9 giugno 2013        | 삼한일통?; L'unificazione dei Tre Regni                           | 8,9%                | 8,3%                       | 9,3%                | 8,1%                       |
| Media      | Media                | Media                                                             | 10,9%               | 10,2%                      | 11,2%               | 10,5%                      |
| Speciale 1 | 24 novembre 2012     | –                                                                 | 8,2%                | 7,9%                       | 7,4%                | (<7,2%)                    |
| Speciale 2 | 25 novembre 2012     | –                                                                 | 7,4%                | (<8,4%)                    | 6,8%                | (<7,6%)                    |
| Speciale 3 | 1 dicembre 2012      | –                                                                 | 8,5%                | (<8,1%)                    | 8,6%                | 7,4%                       |
| Speciale 4 | 2 dicembre 2012      | –                                                                 | 5,0%                | (<8,1%)                    | 4,9%                | (<7,8%)                    |

## Colonna sonora
1. The Heart's Way (마음길) – Jessica
2. The Heart's Way (Inst.) (마음길 (Inst.))
3. Dream Memories (꿈꾸던 기억) – Kim Hyung-sup
4. One Hundredth (백분의 일) – Jonghyun

## Riconoscimenti
| Anno | Premio           | Categoria                                          | Ricevente     | Risultato       |
| ---- | ---------------- | -------------------------------------------------- | ------------- | --------------- |
| 2012 | KBS Drama Awards | Premio alla massima eccellenza, attore             | Choi Soo-jong | Candidato/a     |
| 2012 | KBS Drama Awards | Premio all'eccellenza, attore in un drama seriale  | Choi Soo-jong | Candidato/a     |
| 2012 | KBS Drama Awards | Miglior giovane attore                             | Noh Young-hak | Vincitore/trice |
| 2012 | KBS Drama Awards | Miglior giovane attrice                            | Kim Hyun-soo  | Candidato/a     |
| 2012 | KBS Drama Awards | Miglior giovane attrice                            | Lee Hye-in    | Candidato/a     |
| 2013 | KBS Drama Awards | Premio all'eccellenza, attore in un drama seriale  | Choi Soo-jong | Candidato/a     |
| 2013 | KBS Drama Awards | Premio all'eccellenza, attrice in un drama seriale | Hong Eun-hee  | Candidato/a     |
| 2013 | KBS Drama Awards | Miglior giovane attrice                            | Kim Hyun-soo  | Candidato/a     |